# Vanilla griffithii
Vanilla griffithii ist eine Pflanzenart aus der Gattung Vanille (Vanilla) in der Familie der Orchideen (Orchidaceae). Sie wächst als Kletterpflanze in Südostasien.

## Beschreibung
Vanilla griffithii ist eine immergrüne Kletterpflanze, sie erreicht zehn bis zwanzig Meter Wuchshöhe. Die Blätter werden 7,5 bis 19 Zentimeter lang und drei bis acht Zentimeter breit. Die Blattform ist länglich-oval, das Ende ist spitz und hart. Nach Soto Arenas und Cribb können nicht blühende Pflanzen durch die auffallend breiten Blätter identifiziert werden. Der Spross enthält einen weißen, die Haut reizenden Milchsaft.
Der Blütenstand ist kurz und dick, drei bis sechs Zentimeter lang. Die cremeweißen bis hellgelben, am Grund rosafarbenen Blüten sind dicht gedrängt spiralig angeordnet. Die Tragblätter sind drei bis sechs Millimeter groß, oval und etwas zugespitzt. Die Sepalen sind oval und enden stumpf, sie sind 1,2 bis 1,5 Zentimeter lang. Die Petalen sind ähnlich geformt. Die Lippe umfasst die Säule röhrenförmig, sie ist dreilappig, am Rand gewellt, die Spreite mit rotbraunen Strichen und Behaarung versehen. Der mittlere Lappen ist tief eingeschnitten. Die Säule ist 1,2 Zentimeter lang, das Ende ist nicht mehr von der Lippe umschlossen. Die Kapselfrucht ist gekrümmt, sie wird bis zu sieben Zentimeter lang und einen Zentimeter breit, zur Reifezeit gelb.

## Verbreitung
Vanilla griffithii kommt auf Borneo, Sumatra und auf der Malaiischen Halbinsel vor. Ein Vorkommen in Taiwan wird von Portères und der „Flora of Taiwan Checklist“ angegeben.

## Verwendung
Die süß schmeckenden Früchte von Vanilla griffithii sind essbar.
Ein Auszug der Blüten und der Blätter wurde medizinisch genutzt.

## Systematik und botanische Geschichte
Vanilla griffithii wurde 1854 von Heinrich Gustav Reichenbach erstmals beschrieben.
Innerhalb der Gattung Vanilla wird Vanilla griffithii in die Untergattung Xanata und dort in die Sektion Tethya, die alle Arten der Paläotropis enthält, eingeordnet. Nach Portères ähnelt sie Vanilla palembanica, von der sie sich durch die spiralige Anordnung der Blüten sowie die gekrümmten Früchte unterscheidet. Ebenfalls ähnlich sei die madegassische Vanilla coursii. Soto Arenas und Cribb nennen nur Vanilla palembanica als verwandte Art, mit der Einschränkung, dass von dieser nur lückenhaftes Material bekannt sei.